# Chiesa della Natività di San Giovanni Battista (San Giovanni di Fassa)
La chiesa della Natività di San Giovanni Battista è la parrocchiale a Vigo di Fassa, frazione di San Giovanni di Fassa, in Trentino. Potrebbe forse risalire al X secolo.

## Storia

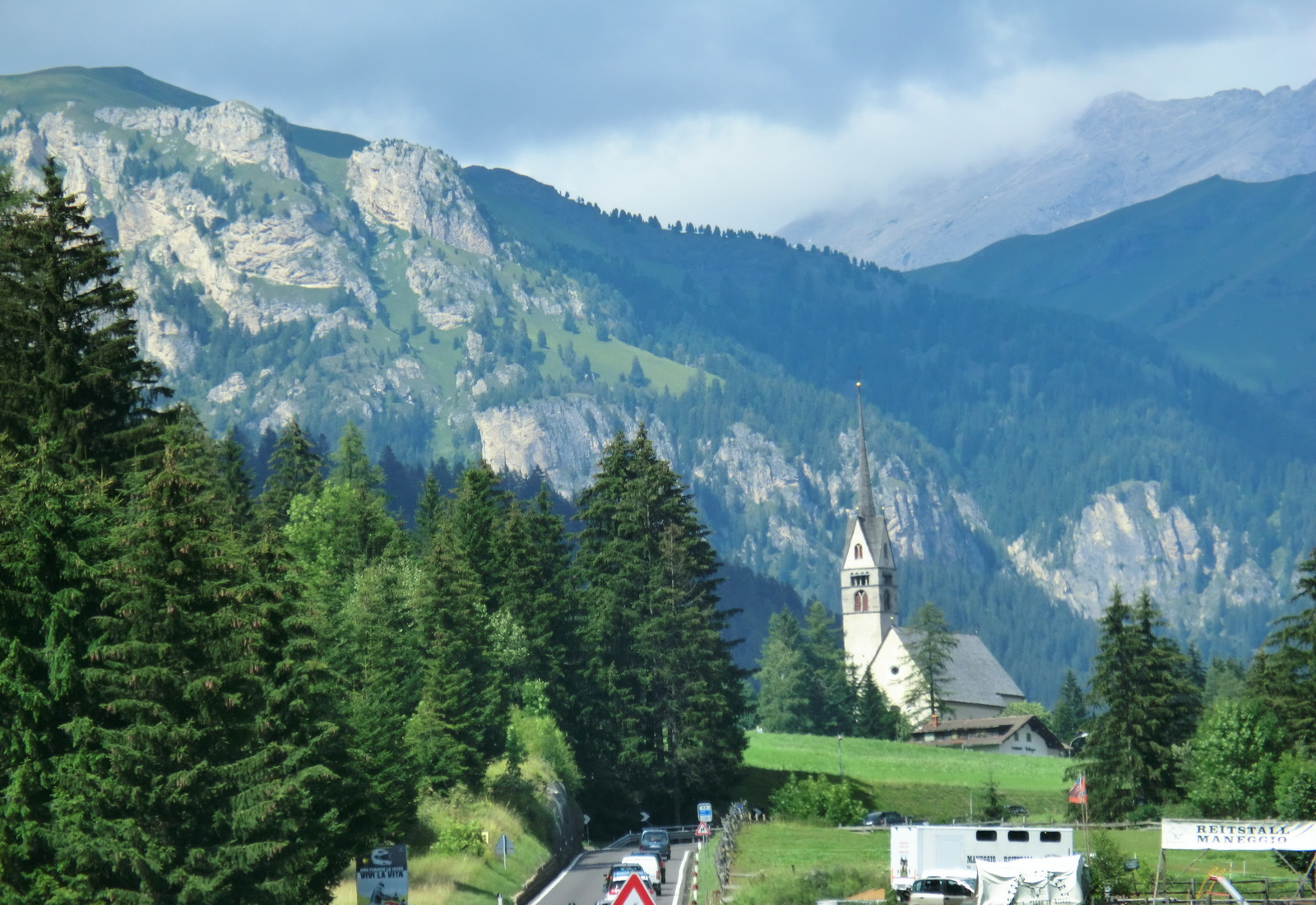
Vigo di Fassa, panorama con chiesa della Natività di San Giovanni Battista

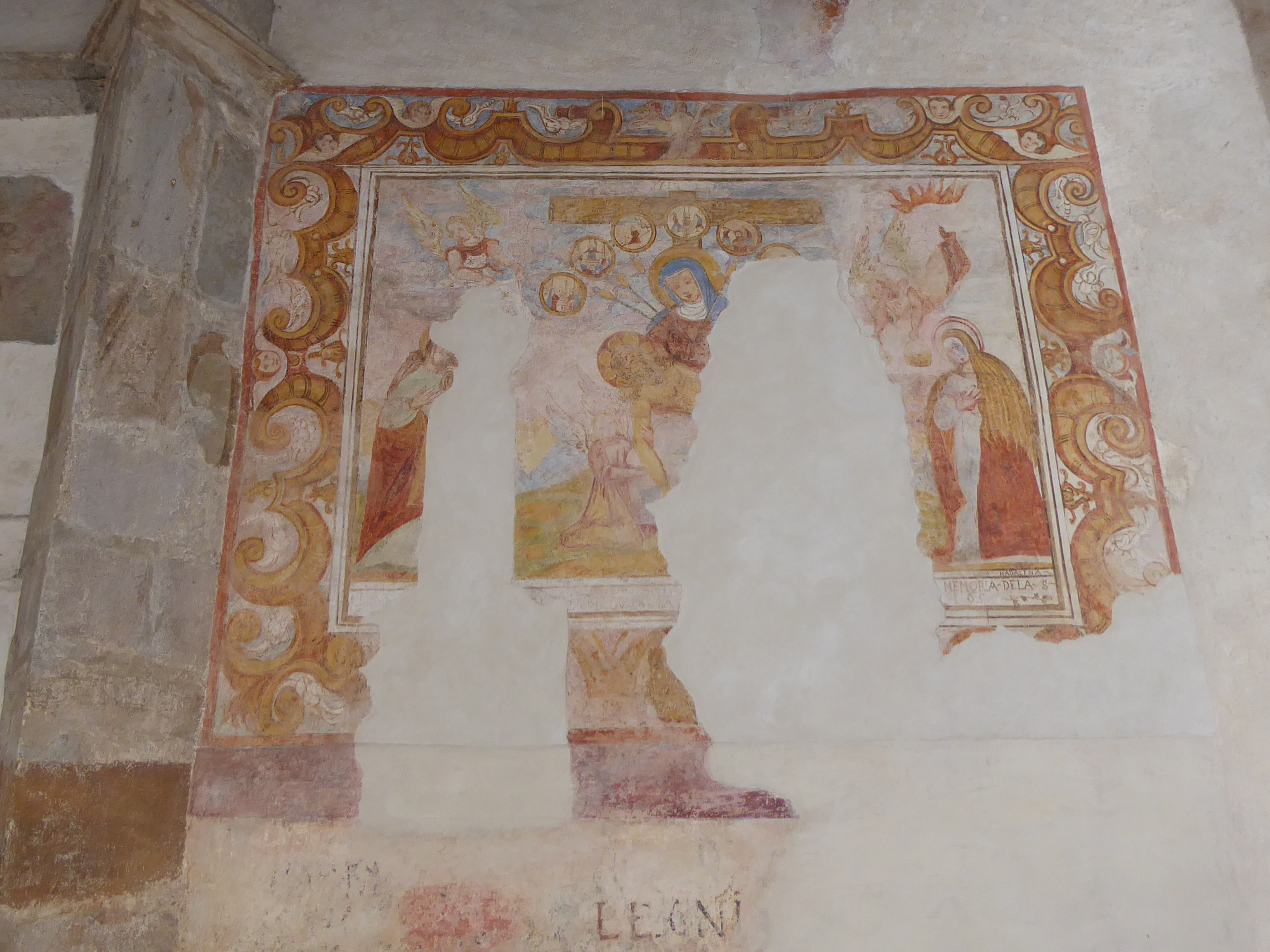
Affresco posto sulla fiancata sinistra e protetto dalla tettoia in legno

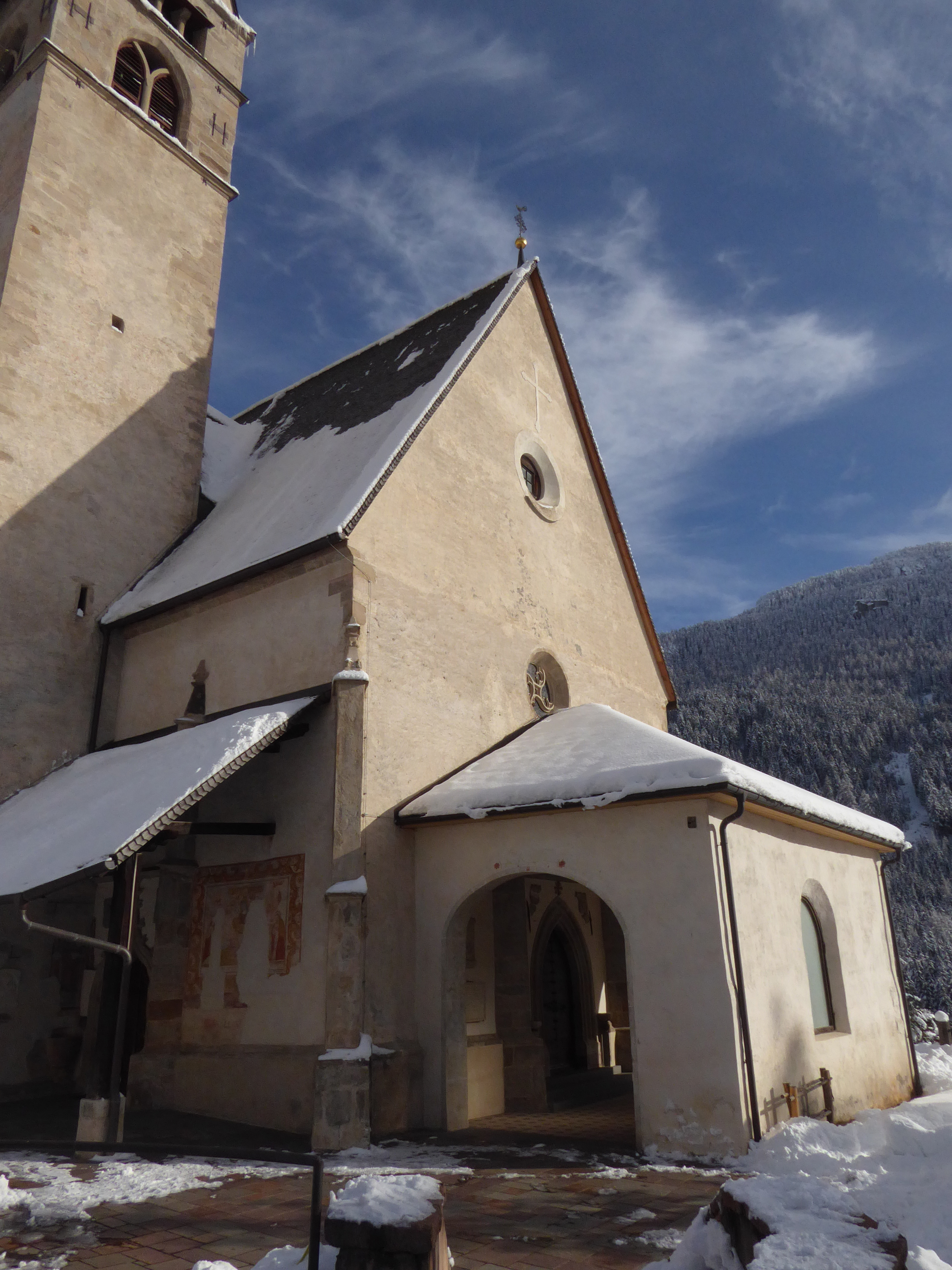
Facciata della chiesa della Natività di San Giovanni Battista col portico che protegge il portale di accesso

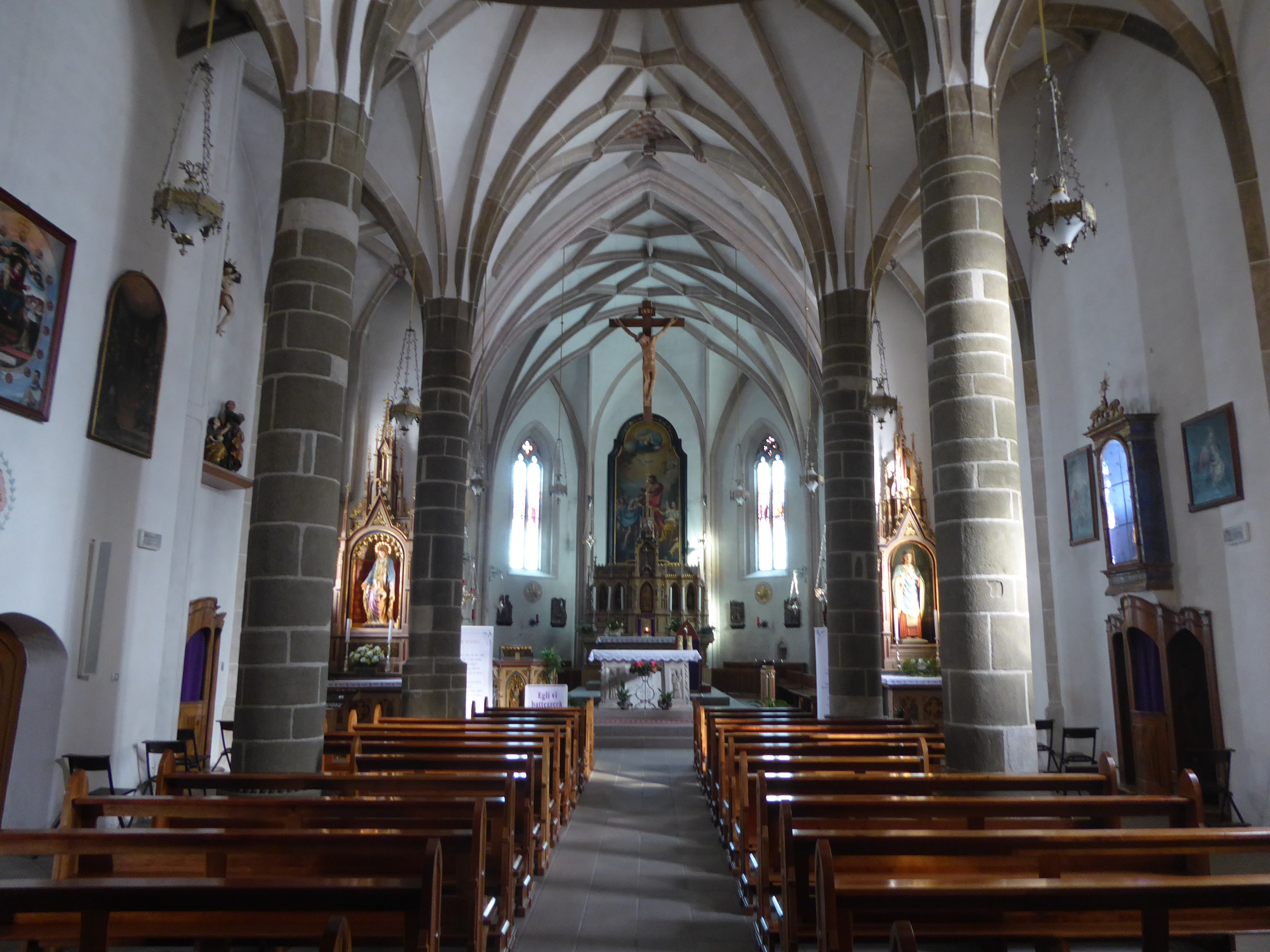
Interno, con navata centrale di dimensioni molto maggiori delle due navate laterali

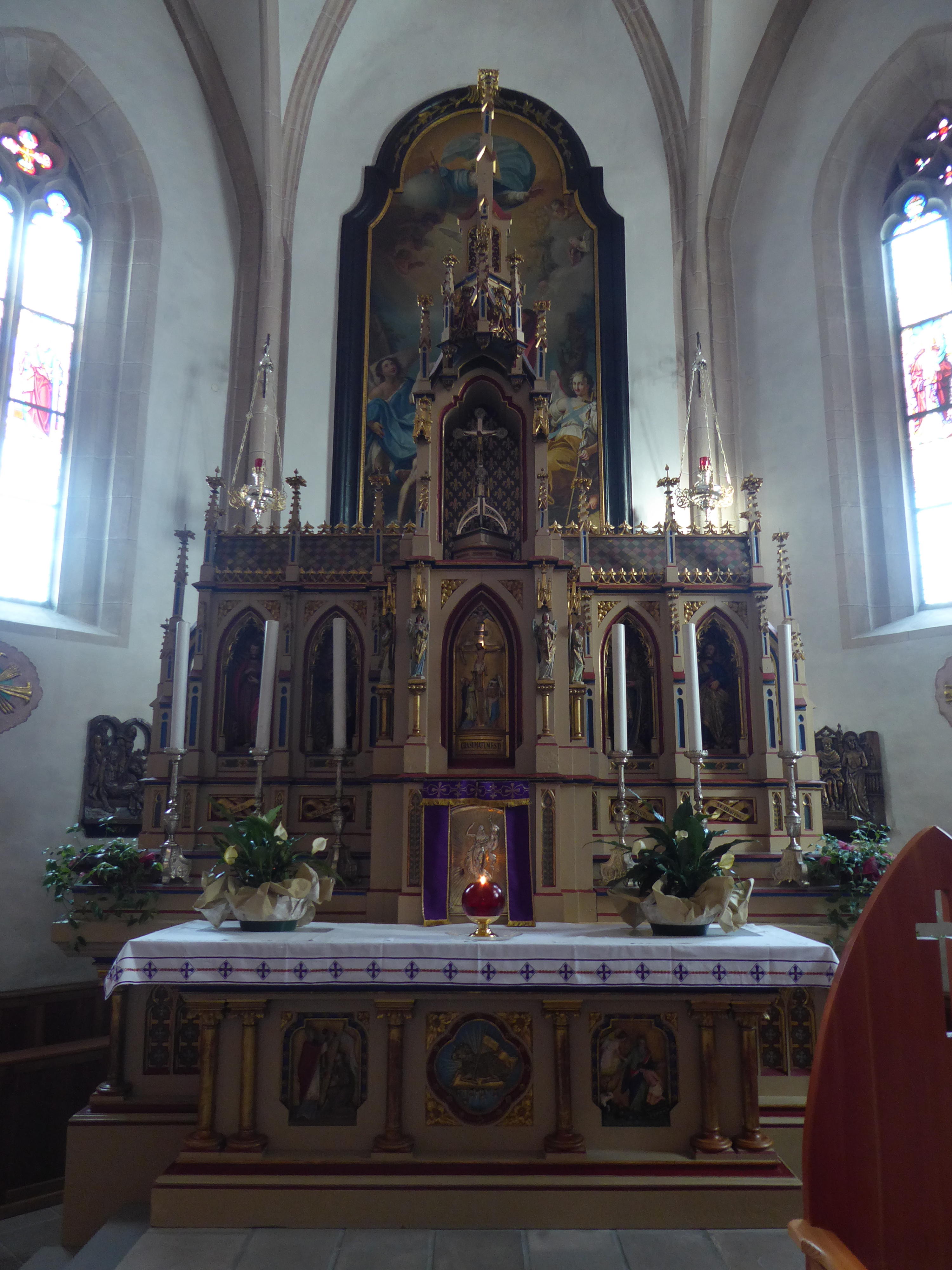
Altare maggiore

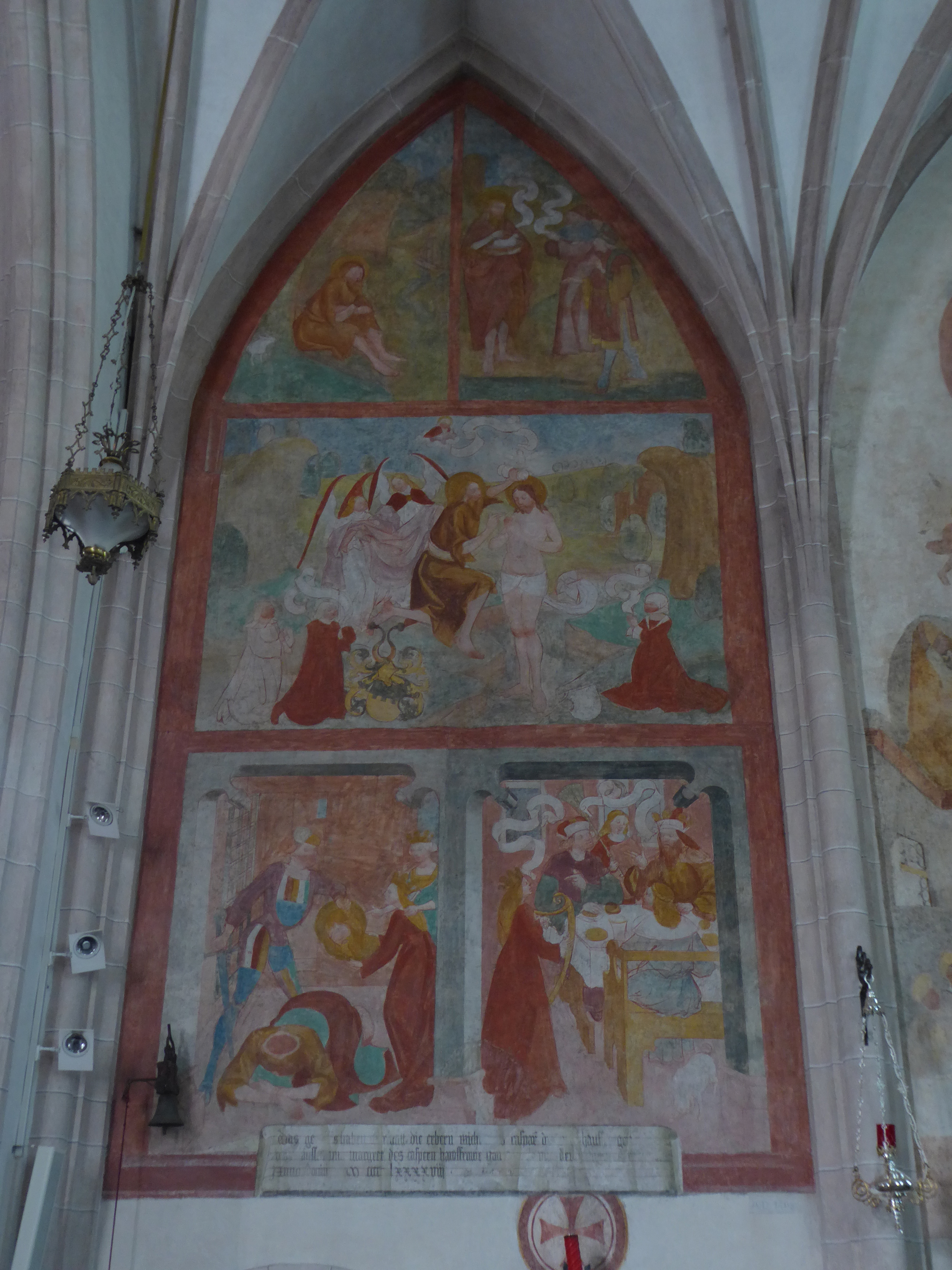
Affreschi nel presbiterio

Secondo fonti non confermate sarebbe stata fondata nel 962 e citata nel 1105. Una prima citazione su documenti è del 1227, ma il riferimento esplicito alla chiesa arrivò solo nel 1288. Viene ricordata per le sue decorazioni ad affreschi del XIV secolo, posti su pareti di una stanza vicino alla cripta usata per molto tempo come ossario. Dopo la metà del XV secolo venne demolita e ricostruita in quasi tutte le sue strutture per adeguarla alle esigenze dei fedeli e la cripta che ci è pervenuta è stata costruita in quel periodo. Dopo tale ricostruzione venne consacrata e la sua intitolazione venne modificata, diventando chiesa dei Santi Giovanni Battista ed Evangelista. La intitolazione recente è entrata in uso in epoca imprecisata successiva. Tra la fine del secolo e l'inizio del successivo l'abside venne affrescata con l'immagine raffigurante l'Ultima Cena. Nel XVI secolo venne sopraelevato il campanile al quale fu aggiunto un orologio e continuò la decorazione del presbiterio. Attorno alla fine del secolo successivo la pieve fu sede della confraternita del Rosario.
Verso la fine del XVIII secolo la chiesa fu oggetto di molti interventi, come la demolizione di una cappella, la ricostruzione di una sagrestia di maggiori dimensioni e la sistemazione di un portico davanti alla facciata per porvi le tombe dei religiosi e dei nobili sino a quel momento sepolti nella sala. Venne anche preparata una nuova pala per l'altare maggiore. Col XX secolo iniziò un nuovo ciclo di restauri. Vennero portati alla luce gli affreschi in precedenza coperti da precedenti lavori realizzando un rifacimento degli intonaci e la tinteggiatura della sala. La facciata venne modificata sia nel portico sia nel rosone, che fu sistemato. Venne rifatto il tetto alla torre campanaria, danneggiato da un fulmine. Nella seconda metà del secolo l'edificio venne adeguato alle norme impiantistiche, fu rifatto il pavimento della sala usando granito rosa, si seguirono le indicazioni per l'adeguamento liturgico, si rivide il campanile, sostituendovi il castello delle campane, e si intervenne sulla stabilità statica con opere di consolidamento sulle fondazioni.

## Descrizione

### Esterni
La chiesa della Natività di San Giovanni Battista si trova in posizione elevata a Vigo di Fassa, frazione di San Giovanni di Fassa, in Trentino. Mostra orientamento verso nord est e la sua facciata a capanna gotica con due pioventi ripidi è preceduta da un portico che protegge il portale di accesso. Sopra, in asse, ci sono un piccolo rosone e un oculo. Sulla fiancata a sinistra si conserva un importante affresco protetto da una grande tettoia in legno. La torre campanaria si alza a sinistra, affiancata all'edificio e in posizione leggermente arretrata. La sua cella si apre con  finestre a bifora e a quadrifora.

### Interni
La grande sala è a tre navate, con la navata centrale che mostra doppia ampiezza rispetto alle laterali. Le navate si compongo ciascuna di quattro campate. L'arco santo permette l'accesso al presbiterio, leggermente rialzato. Di particolare interesse è la cripta posta sotto il presbiterio, di dimensioni notevoli e divenuta sede della confraternita del Rosario.